# Eleusinion
Het Eleusinion (Grieks: Ελευσίνιο) was een tempel gewijd aan de godin Demeter en haar dochter Persephone (Kore) in het oude Athene.
Het belangrijkste heiligdom voor Demeter stond in de stad Eleusis. Nadat Eleusis toetrad tot de Atheense staat werd rond 480 v.Chr. ook een klein heiligdom voor Demeter in Athene gebouwd. Hier werden de heilige voorwerpen van de Mysteriën van Eleusis bewaard, wanneer deze tijdens de ceremonies in de maanden september en oktober van Eleusis naar Athene werden gebracht. Na afloop van de festiviteiten verzamelde de boulè zich in de tempel.
Het heiligdom lag ten oosten van de Panathenaeïsche weg, op de westelijke helling van de Akropolis. Hier stond al sinds 550 v.Chr. een ommuurd heiligdom in de open lucht, dat was gebouwd op een terras van ongeveer 40 bij 20 meter. De ingang lag in de zuidwestelijke hoek. Binnen de ommuring werd het Eleusinion gebouwd. Deze tempel was 11 bij 17,7 meter. De hoofdingang lag aan de zuidelijke zijde. Achter de rechthoekige cella lag de schatkamer waar de heilige voorwerpen werden bewaard. In 325 v.Chr. werd in de ommuring een marmeren propylon gebouwd, dat de oude ingang verving.

## Referentie
- Kronoskaf - Eleusinion
- Athens Info Guide - Het Eleusinion